# Karosa Récréo
A Karosa Récréo speciális iskolai verziója a Karosa C 935-ös és C 955-ös helyközi autóbusz típusainak. A Karosa Állami vállalat 1997-től 2007-ig gyártotta.

## Építési tulajdonságok
A C 935 és a C 955 esetében a C 935 és a C 955 nem volt megkülönböztethető. Az eredeti változat, a C 935 Récréo két tengelyes busz, félig önhordó testtel. A motor és a kézi sebességváltó a hátsó tengely mögött található, a hátsó rész területén. A jobb oldalon két dupla csuklós ajtó van, az első az első tengely előtt és a második a hátsó tengely előtt. Mivel a C 935 Récréo típus főként különböző típusú ülésekkel rendelkezik az utasok számára, az állványok fölött nincsenek tárolórekeszek. A jármű hossza megközelítőleg 11,3 m, közel azonos a C 935-tel.
A C 935 típus befejezését és a C 955 gyártásának megkezdését követően ezeket a buszokat az iskolai változatban Récréo néven gyártották. Szerkezetileg a C 955 Récréo nagyon hasonlít az elődéhez. A karosszériapanelek nem készülnek, hanem a héjba szerelték. A tengelytávot úgy terjesztették ki, hogy az ilyen járművek is hosszabbak legyenek (12 m hosszúság C 955-nek felel meg).

## Gyártás és üzemeltetés
1997 és 2006 között gyártották először C 935-ös változataként, majd 2001 óta a C 955 módosításaként. E buszok túlnyomó többségét kifejezetten Franciaországba exportálták. 

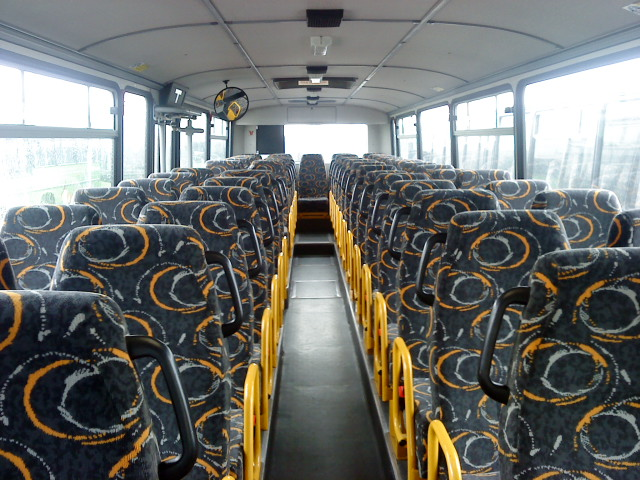
Utastér

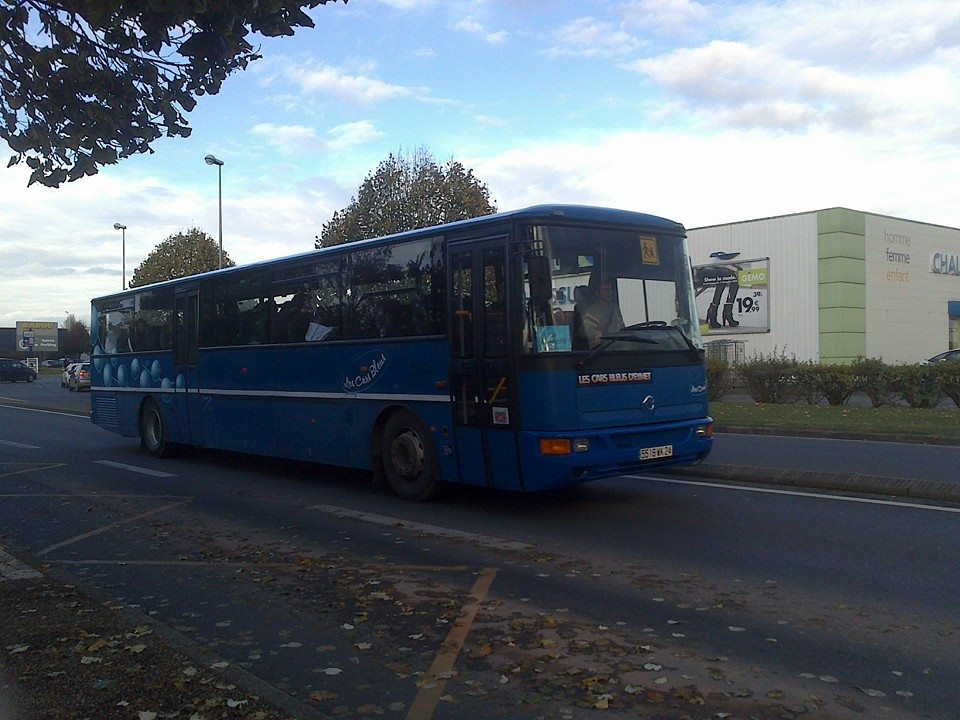
C 955-ös változataként
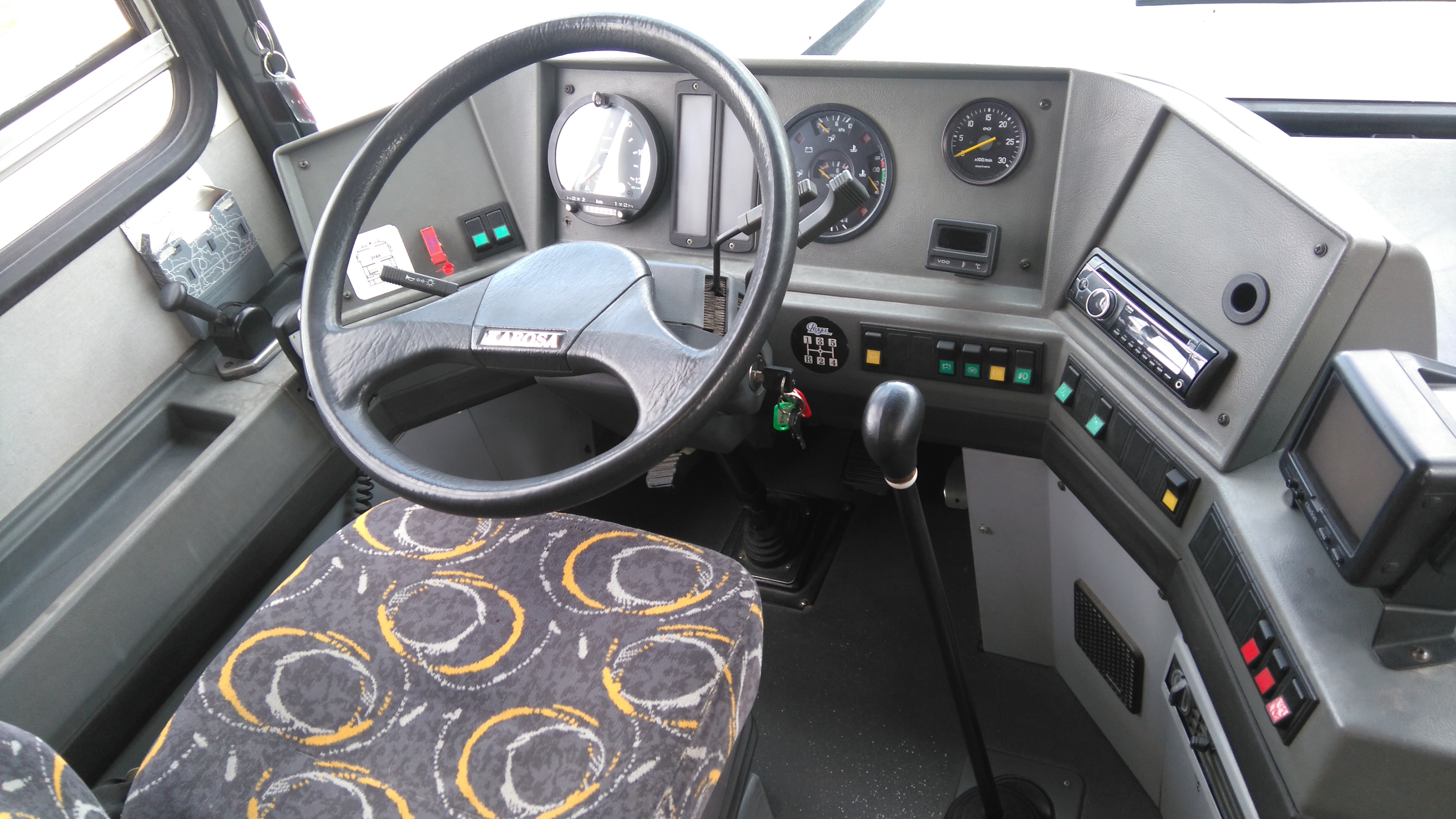
C 935-ös típus műszerfala
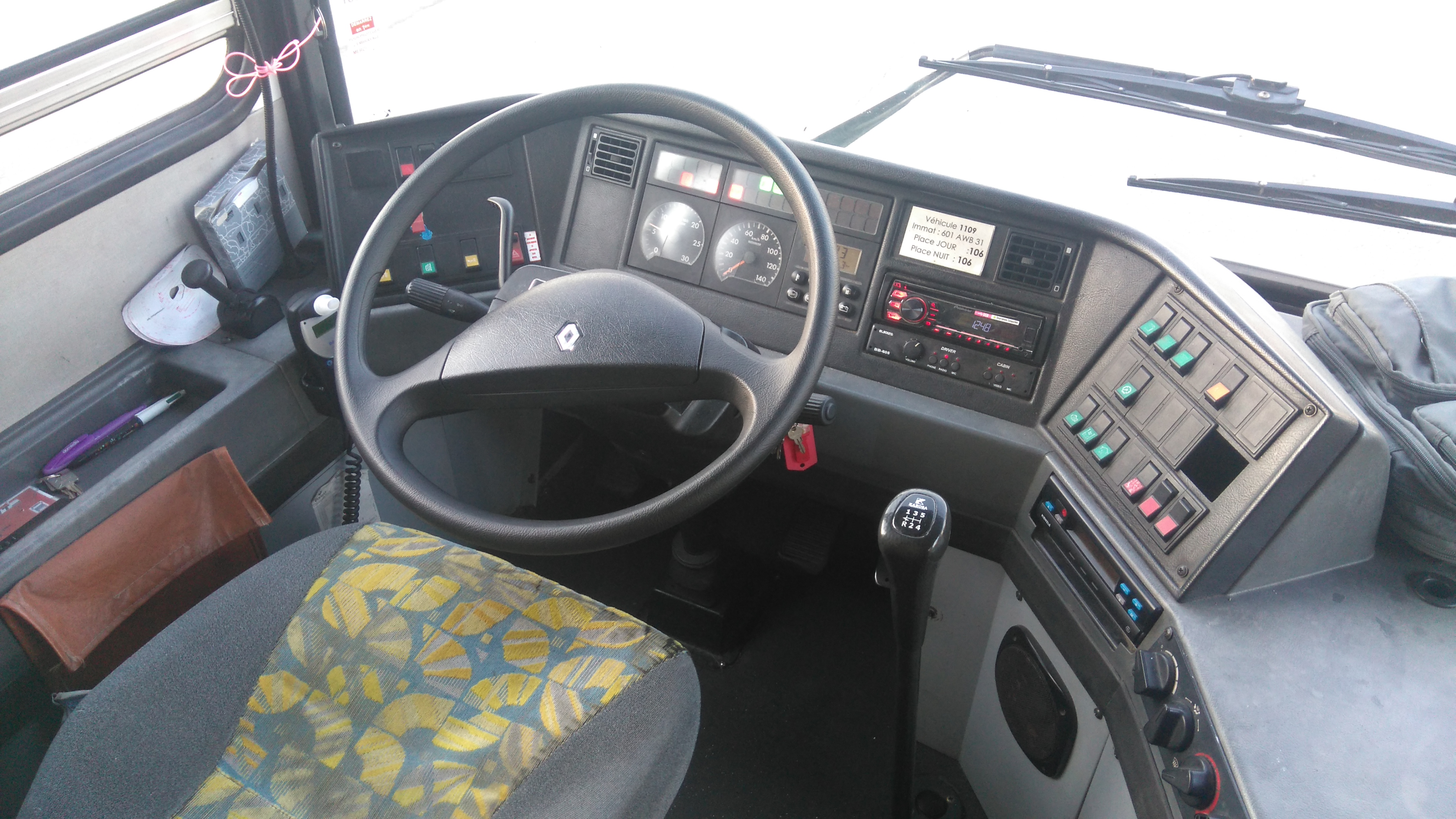
C 955-ös típus műszerfala